# Paralisia
A paralisia, na Medicina, é o estado ou situação de imobilidade, seja ela total ou parcial, temporária ou definitiva, da função motora de um ou vários músculos do corpo, por causa de uma lesão nervosa. A paralisia é causada pelo mal funcionamento de algumas áreas do sistema nervoso central, que deixa de transmitir impulsos para a ativação muscular. A sede do distúrbio pode estar nas células do encéfalo ou da medula, ou nos nervos que vão ao músculo.
A poliomielite (vulgarmente tratada por paralisia infantil), é um tipo de paralisia em que os músculos mostram-se fracos e a sede da perturbação está nos nervos ligado ao músculo, e que caracteriza-se por ser uma doença que pode paralisar completamente os músculos das pernas, impedindo a pessoa de andar.
O tratamento depende de medicamentos, exercícios, massagens, aplicações elétricas, fisioterapia, entre outros.